# Sydskandinavisk Klassebåd B
SSB'eren, eller Sydskandinavisk klassebåd B er en kendt dansk sejlbådstype fra 1920'erne, en alsidig og hurtigtsejlende lystbåd med gode krydsegenskaber. SSB'eren kom i forslag i 1922, men ikke før i 1927 bliver den første båd af denne type – Margot II – bygget efter tegning af skibskonstruktør A. Witt. Det er en langkølet, slank kapsejladsbåd og turbåd, der af Dansk Sejlunion blev anerkendt som entypebåd med kahyt. Det er i dag de cirka 8 både, der blev bygget efter A. Witts tegning, som er kendte som SSB-både. Der synes dog også ifølge en oplysning i Albert Larsens Kendingsbog for danske lystfartøjer 1937 at være bygget i hvert fald én SSB-båd før disse. Han anfører i hvert fald en Hebe som den første SSB-båd i Danmark. SSB'eren er en usædvanligt velsejlende båd både til kapsejlads og tursejlads. Der skulle være i hvert fald tre stadigt sejlende SSB'ere tilbage, Bellina i Århus, Margot i Øster Hurup, Himmerland, og Nina i Herslev på Sjælland.

## Mål
- Længde overalt: 9,60 m
- Bredde: 2,23 m
- Deplacement: 2.950 kg
- Længde i vandlinjen: 6,53 m
- Dybgående: 1,33 m
- Sejlareal: 40,00 m²

## Links
- Dansk Forening for Ældre Lystfartøjer (Webside ikke længere tilgængelig) – direkte link til foreningens anførelse af de otte SSB-både.

- Danmarks Museum for Lystsejlads, Valdemar Slot

- Hjemmeside for SSB'eren Margot II, DEN 1 Arkiveret 18. november 2009 hos  Wayback Machine – historiske fotos fra 1927 og frem, aktuelle fotos, anførelse af ejere gennem tiderne og gengivelse af en berømt artikel af Knud Degn i Sejlsport. Medlemsblad for 'Kgl. Dansk Yachtklub' og 'Kjøbenhavns Amatør-Sejlklub', bind XXVI. Nr. 32. 8. September 1927.

- Video med den førstbyggede SSB-båd, Margot II

| | Denne artikel kan blive bedre, hvis der indsættes et (bedre) billede Hjælp os ved at uploade dit eget billede eller finde et på Internettet. \| Se nærmere om hvordan \| \| ---------------------------------------------------------------------------------------------------------------------------------------------------------------------------------------------------------------------------------------------------------------------------------------------------------------------------------------------------------------------------------------------------------------------------------------------------------------------------------------------------------------------------------------------------------------------------------------------------------------------------------------------------------------------------------------------------------------------------------------------------------------------------------------------------------------------------- \| \| Du kan hjælpe ved at uploade et eller flere af dine billeder til Wikimedia Commons iht. de tilladte licenser og indsætte det/dem i artiklen. Har du ikke selv taget et billede, kan du søge efter eksisterende filer på Wikimedia Commons eller på fx på Flickr - fx med værktøjet Free Image Search Tool. Værktøjet er på engelsk, men du skal blot klikke på linket og derefter på knappen "Do it!". Du kan ændre antallet af viste eksempler ved at rette "5" til fx "25" hvis du ikke fandt et godt billede. Du skal være opmærksom på, at fair use ikke er tilladt på den danske Wikipedia. Er du i tvivl kan du spørge en administrator om hjælp. Kan du ikke finde nogle frie billeder, kan du prøve at spørge ejeren af ikke-frie billeder, om de vil donere et billede. Du kan finde eksempler på forespørgsel her. \| |
| Se nærmere om hvordan | |
| Du kan hjælpe ved at uploade et eller flere af dine billeder til Wikimedia Commons iht. de tilladte licenser og indsætte det/dem i artiklen. Har du ikke selv taget et billede, kan du søge efter eksisterende filer på Wikimedia Commons eller på fx på Flickr - fx med værktøjet Free Image Search Tool. Værktøjet er på engelsk, men du skal blot klikke på linket og derefter på knappen "Do it!". Du kan ændre antallet af viste eksempler ved at rette "5" til fx "25" hvis du ikke fandt et godt billede. Du skal være opmærksom på, at fair use ikke er tilladt på den danske Wikipedia. Er du i tvivl kan du spørge en administrator om hjælp. Kan du ikke finde nogle frie billeder, kan du prøve at spørge ejeren af ikke-frie billeder, om de vil donere et billede. Du kan finde eksempler på forespørgsel her. | |